# Laurens (Hérault)
Laurens é uma comuna francesa na região administrativa da Occitânia, no departamento de Hérault. Estende-se por uma área de 16.39 km², e possui 1.737 habitantes, segundo o censo de 2018, com uma densidade de 110 hab/km².